# تامي لين سيتش
تامي لين سيتش (مواليد 7 ديسمبر 1972) هي مديرة مصارعة وممثلة إباحية أمريكية سابقة، حققت نجاح كبير في دبليو دبليو إي في فترة عقد 1990 وتعتبر أول دبليو دبليو إي ديفا.